# Olivia Brown

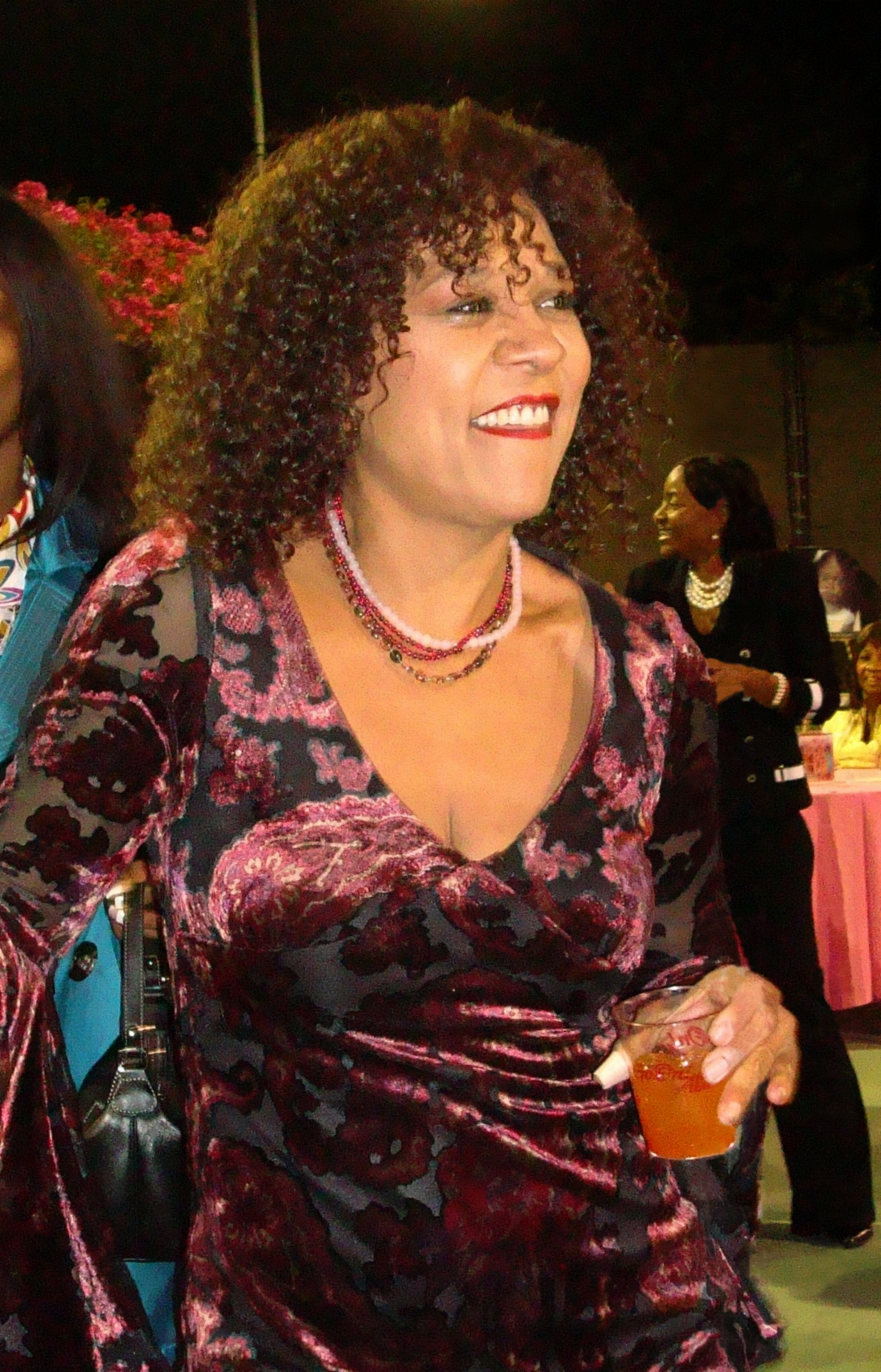
Olivia Brown (2007)

Olivia Margarette Brown (* 10. April 1960 in Frankfurt am Main, Deutschland) ist eine US-amerikanische Schauspielerin.

## Karriere
Ihre Schauspielkarriere begann Brown 1977 mit einem Gastauftritt in der Fernsehserie The Outsiders. Anfang der 1980er Jahre folgten weitere Filmangebote für Fernsehformate, aber auch für Kinofilme wie dem Thriller Nur 48 Stunden (1982). Ihre wohl bekannteste Rolle spielte sie von 1984 bis 1989 in der Krimiserie Miami Vice, in der sie in 83 Episoden Detective Trudy Joplin verkörperte. 
Brown ist vor allem für ihr Mitwirken in Fernsehserien bekannt, wie beispielsweise in Designing Women, Eine himmlische Familie oder Beverly Hills, 90210.
Olivia Brown war in erster Ehe mit dem Schauspieler Mykelti Williamson verheiratet, den sie bei den Dreharbeiten zu Miami Vice kennenlernte. Nach zwei Jahren trennte sich das Paar wieder und sie heiratete später James Okonkwo, mit dem sie zwei gemeinsame Kinder hat.
Ihr Bruder Steve spielte in den 1980ern für das Football-Team der Houston Oilers in der NFL.

## Filmografie (Auswahl)
- 1981: I Can Jump Puddles (Fernseh-Miniserie)
- 1982: Nur 48 Stunden (48 Hrs.)
- 1983: Polizeirevier Hill Street (Hill Street Blues; Fernsehserie, 3 Folgen)
- 1984: Straßen in Flammen (Streets of Fire)
- 1984–1989: Miami Vice (Fernsehserie, 111 Folgen)
- 1986: Love Boat (Fernsehserie, Doppelfolge Spain Cruise)
- 1987: Schmeiß’ die Mama aus dem Zug! (Throw Momma from the Train)
- 1989: Identity Crisis
- 1989: Alle unter einem Dach (Family Matters; Fernsehserie, Folge Stake-Out)
- 1990: Tödliche Erinnerung (Memories of Murder, Fernsehfilm)
- 1990: Mann muss nicht sein (Designing Women; Fernsehserie, 5 Folgen)
- 1990–1991: Mein Lieber John (Dear John; Fernsehserie, 11 Folgen)
- 1993: Der Prinz von Bel-Air (The Fresh Prince of Bel-Air; Fernsehserie, Folge You Bet Your Life)
- 1993: Der Tod kommt auf vier Pfoten (Man's Best Friend)
- 1995–1996: Superman – Die Abenteuer von Lois & Clark (Lois & Clark: The New Adventures of Superman; Fernsehserie, 4 Folgen)
- 1996–2003: Eine himmlische Familie (7th Heaven; Fernsehserie, 9 Folgen)
- 1997: Beverly Hills, 90210 (Fernsehserie, 3 Folgen)
- 2001: Moesha (Fernsehserie, 4 Folgen)
- 2009: Not Easily Broken
- 2010: Fast Lane
- 2017: Our Dream Christmas